# Мороговка
Мороговка (укр. Морогівка) — село на Украине, находится в Радомышльском районе Житомирской области.
Код КОАТУУ — 1825087204. Население по переписи 2001 года составляет 29 человек. Почтовый индекс — 12223. Телефонный код — 4132. Занимает площадь 0,209 км².

## Адрес местного совета
12223, Житомирская область, Радомышльский р-н, с. Облитки, ул. Космонавтов, 1